# 华闻传媒
华闻传媒投资集团股份有限公司 （英語：Huawen Media Group，深交所：000793），简称华闻传媒，是中国深圳证券交易所的一家上市公司，主营业务范围为互联网音视频服务。

## 历史
1993年，王政下海参与筹办广联投资公司。2000年之后，王政旗下华闻系以广联投资、华闻控股、新华闻等为核心，产业涉及金融、传媒、高速公路，旗下实控新黄浦和华闻传媒两家上市公司。
1991年9月，海口管道燃气公司成立。1992年12月改制为股份制企业。1993年，海口市人民政府正式批准成立海口管道燃气股份有限公司。1997年7月，在深圳证券交易所A股挂牌上市。1998年7月，更名为海南民生燃气（集团）股份有限公司。同年，成立专营海口管道燃气业务的公司——海南民生管道燃气有限公司。
2006年11月，海南民生燃气被华闻传媒借壳上市，更名为华闻传媒投资股份有限公司。2006年下旬，上海社保资金挪用案案发，王政被公安机关逮捕。2007年9月23日，长春市中级人民法院以单位行贿罪判处王政有期徒刑3年。
2008年2月，更名为华闻传媒投资集团股份有限公司（英語：Huawen Media Investment Corporation，简称）。
2017年3月31日，公司临时股东大会批准公司英文名称变更为。
2018年5月21日，由于公司第一大股东国广环球传媒的实控人中央广播电视总台决定将英文名命名为，华闻传媒投资集团英文名改为。